# خواکین اوریسترل
خواکین اوریسترل (اسپانیایی: Joaquín Oristrell‎؛ زادهٔ ۱۵ سپتامبر ۱۹۵۳) کارگردان فیلم، فیلم‌نامه‌نویس، و نویسنده اهل اسپانیا است.
از فیلم‌ها یا مجموعه‌های تلویزیونی که وی در آن‌ها نقش داشته‌است، می‌توان به برج سوسو، امضاکنندگان ذیل، دهان‌به‌دهان، اسکیلاچه، همه مردها مثل هم هستند و ملکه‌ها اشاره نمود.